# YOFFY
YOFFY（ヨッフィー、1972年10月11日 - ）は、日本の歌手、ソングライター、編曲家、音楽プロデューサー。サイキックラバー、Project.Rのメンバー。
本名：和田 よしゆき（わだ よしゆき）。長野県長野市出身。血液型はA型。

## 来歴
（出典：）
ボン・ジョヴィに憧れ、ロックに目覚める。上京後、東京コミュニケーションアート専門学校のギター科に通いながら自らがボーカル・ギターを担当するバンド：江戸川ボンバー結成（サイキックラバー名義で発表された「とんでもねぇヤツらがやって来た!」「I Believe」は江戸川ボンバー時代からのライブレパートリーである）。都内を中心にライブ活動を重ねる。島村楽器主催コンテストでグランプリを獲得、自主制作でシングル「ダキシメタイヨ」（後に歌詞と編曲を変更し、アニメ「ウィッチブレイド」主題歌「XTC」として発表）、アルバム「サイキックラバー YOSHIYUKI WADA GREATEST HITS」発売。
藤尾領率いる“IKEBUKURO”にも在籍するが1996年メジャー・デビューと同時期に脱退。（1stシングルC/W「コロされたい」のバックコーラスに参加）同年、角川書店よりリリースされたドラマCD「STAY」のイメージソング（プロデュース：藤尾領）を歌唱。その後、芸能事務所に所属しながら作曲、レコーディング活動を行うがメジャー・デビューには至らず、再びバンド結成に向け活動。1998年バンド名をサイキックラバーと改め活動再開、ツインギター、キーボード、ベース、ドラムの6人編成。1999年、コンテスト「発掘音楽人」に”和田よしゆき”としてグランプリを獲得。サイキックラバーとして自主制作アルバム「鯖」をライブ会場限定販売。紆余曲折を経て、2001年10月よりキッズステーション「アニぱら音楽館」レギュラー出演開始。これよりサイキックラバーはYOFFY：ボーカルとIMAJO：ギターの二人組となる。
2003年2月、CMEより、サイキックラバー、メジャー・デビュー。アニメ「超ロボット生命体トランスフォーマー マイクロン伝説」のOP & EDテーマを担当。リーダー・メインソングライターの傍ら、同時にアニメ、声優等への楽曲提供を積極的に行う。
2012年、自身が代表取締役を務める制作会社「株式会社フィアレス」設立。 プロデューサーとしての制作多数。

## 作品

### シングル
- レジェンド・クロスウォーズ（2013年）
  - テレビアニメ『デジモンクロスウォーズ 時を駆ける少年ハンターたち』挿入歌
  - 作詞：三条陸　作曲・編曲：山下康介　歌：YOFFY&岩崎貴文
- ビュンビュン!トッキュウジャー（2014年）
  - テレビドラマ『烈車戦隊トッキュウジャー』EDテーマ
  - 作詞：藤林聖子　作曲：俊龍　編曲：坂部剛
  - 歌：Project.R（YOFFY、谷本貴義、鎌田章吾）

### YOFFY's PLANET（ソロ・プロジェクト）
- Miracle of Love
  - ブラウザゲーム『天使と秘密のガーデン』主題歌（2015年）
  - 作詞・作曲：YOFFY　編曲：大石憲一郎
- 江戸川ボンバーのテーマ（2015年）
  - 作詞・作曲・編曲：YOFFY
- コモエスタ江戸川（2015年）
  - 作詞・作曲・編曲：YOFFY

### その他
- 一貫献上! シンケンゴールド
  - テレビドラマ『侍戦隊シンケンジャー』挿入歌（第17話）
  - 作詞：YOFFY　作曲：高木洋　編曲：Project.R（大石憲一郎）
  - 歌：YOFFY(Project.R)
- 炎神サードラップ -AERO Dynamic CUSTOM-（2008年）
  - テレビドラマ『炎神戦隊ゴーオンジャー』挿入歌
  - 作詞：マイクスギヤマ　作曲：大石憲一郎　編曲：Project.R（大石憲一郎）
  - 歌：Project.R（YOFFY、岩崎貴文、五條真由美、谷本貴義、Sister MAYO、大石憲一郎） with 炎神キッズ
- 伊達政宗のテーマソング（2014年）
- 千利休のテーマソング（2014年）
  - 『戦国BASARA 武将テーマ ボーカルコレクション』（2016年1月20日・エイベックス）
- 超速戦士ギタドラス
  - コナミアーケードゲーム『GITADORA NEX+AGE』収録曲
  - 『Rookie.F feat.YOFFY (from サイキックラバー)』名義

### コンピレーション
- 情熱 〜We are Brothers〜 / Hero Music All Stars
  - 2012年4月25日　エイベックス
- V-ROAD  / BUSHI★7（DAIGO、YOFFY(サイキックラバー)、IMAJO(サイキックラバー)、Suara、橘田いずみ、三森すずこ、森嶋秀太）
  - 2014年4月23日　響ミュージック
- スーパードラゴンボールヒーローズ/ Dragon Soul（谷本貴義、五條真由美、YOFFY） 
  - デジタルキッズカードゲーム『スーパードラゴンボールヒーローズ』主題歌（2015年）

### 書籍
- アニソン☆シンガーになりたい! 現役アニソン歌手が教える!プロになるための心得とボイスメソッド(DVD付)
谷本貴義と共著　ISBN 978-4906954223

## 楽曲提供・プロデュース

### YOFFY名義
- あきらめないで / 坂本英三（「メタル一直線」収録曲）作詞・作曲：YOFFY / 発売年:2000
- White Breath / 遠藤正明（「CHAKURIKU!!」収録曲）作曲：YOFFY / 発売年:2003
- Going / 遠藤正明（「CHAKURIKU!!」収録曲）作詞・作曲：YOFFY / 発売年:2003
- プリキュアテンション BING BING BANG BANG! / 五條真由美（「ふたりはプリキュア ボーカルアルバム2 VOCAL RAINBOW STORM!! 」収録曲）作詞：作曲：YOFFY / 発売年:2004
- 呪文降臨〜マジカル・フォース / Sister MAYO（魔法戦隊マジレンジャー収録曲）作曲：YOFFY
- 徳永愛
  - Burst、−ing〈進行形〉のLove、Carry out revolution、Heavenly Star、DESTINY−永遠のきずな−（以上Flame収録曲）
  - Scarlet、JELLYFISH、POWER OF WORDS（以上Scarlet収録曲）作曲：YOFFY
- 小さくI LOVE YOU / 野川さくら（野川さくら SUPER BEST 〜さくらのうた〜収録曲）作曲・編曲：YOFFY
- A Song From Land Of Fate / 黒岩奈々（PS2「デュエルセイヴァー デスティニー」ED）作曲：YOFFY / 発売年:2005
- 最高のプレシャス / 明石暁（高橋光臣）（「轟轟戦隊ボウケンジャー 全曲集」収録曲）作詞・作曲：YOFFY / 発売年:2006
- My Dear Love / 酒井香奈子（シングル「そよかぜらいふ」収録曲）作曲：YOFFY / 発売年:2006
- Pray For Happiness / 野川さくら・宮崎羽衣・YOFFY & IMAJO（PSYCHIC LOVER）酒井香奈子・井ノ上奈々・近江知永・庄司裕衣・阿部玲子・三好麻美・山村響（ラムズアーティストLiveテーマソングCD）作曲：YOFFY / 発売年:2007
- 桃源郷（ユートピア） / ケガレシア（及川奈央）（「炎神戦隊ゴーオンジャー サウンドグランプリ」収録曲）作曲：YOFFY / 発売年:2008
- 夢の扉-Dream Gate- / プリマベーラ　作詞・作曲：YOFFY
- 天装戦隊ゴセイジャー / NoB　作曲：YOFFY
- Overwrite! / 米倉千尋（Departure収録曲）作曲：YOFFY
- きりひらけ! グレイシー☆スター / nao / ゲーム「超次元ゲイム ネプテューヌmk2」OP（「prismatic infinity carat.」 / nao 収録曲）作曲：YOFFY
- スマイルエール / 工藤真由・池田彩（「スイートプリキュア♪ ボーカルアルバム」収録曲）作曲：YOFFY
- ララルー ♪OYFUL（ジョイフル） / 工藤真由（「スイートプリキュア♪ ボーカルアルバム」収録曲）作曲：YOFFY
- Level 1 / ベイビーレイズ　作曲：YOFFY
- Rainbow Rising! / ANIXILE（影山ヒロノブ、遠藤正明、サイキックラバー、ELISA）※キッズステーション「アニぱら音楽館」ED　作曲：YOFFY
- DelightStyle
  - ENDLESS WAY（WEBゲーム「WEBナイトカーニバル!」イメージソング）作詞・作曲・編曲：YOFFY
  - セイシュン桜花（「桜花センゴク」OP）作詞・作曲：YOFFY
  - Piece of My Heart（「桜花センゴク」ED）作詞・作曲：YOFFY
  - ωラビリンス～ohπr2の法則（PS VITAゲーム「ωラビリンス」主題歌）作詞・作曲：YOFFY / 発売年:2014
- 中川翔子
  - pretty please chocolate on top（「Big☆Bang!!!」収録曲）作曲：YOFFY
  - shortcake adventure（「Cosmic ♬ Inflation」収録曲）作曲：YOFFY
  - souffle secret（「しょこたん☆べすと--(°∀°)--!!」収録曲）作曲：YOFFY
  - millefeuille nights（「LINE TOWN」ED）作曲：YOFFY
  - chocolat chaud（「9lives」収録曲）作曲：YOFFY
- Heading For Tomorrow / Zwei （「怒首領蜂最大往生」ED）作詞・作曲・Guitar：YOFFY / 発売年:2013
- きりひらけ!ロープレ☆スターガール / nao / 作曲：YOFFY　『超次次元ゲイム ネプテューヌRe;Birth2 SISTERS GENERATION』OP主題歌）発売年:2014
- アフィリア・サーガ
  - Spark In My Heart～世界が終わるとしても（「Realism」収録曲）作詞・ 作曲：YOFFY / 発売年:2015
  - Castaway～神話が生まれるよりずっと前から～（「いつか見た虹のその下で」C/W曲）作詞：YOFFY / 発売年:2016
- がむしゃらfighter / アイドルカレッジ（「idolcollege」収録曲）作曲:YOFFY / 発売年:2016
- きらりんロボのテーマ / 諸星きらり（松嵜麗） / シンデレラガールズ劇場 TV第11話 主題歌（「THE IDOLM@STER CINDERELLA GIRLS LITTLE STARS! SUN♡FLOWER」収録曲）作詞・作曲・編曲：YOFFY / 発売年:2017
- 踊りまくろ☆ダンシング・ナイト / 片桐早苗(和氣あず未)  （THE IDOLM@STER CINDERELLA GIRLS STARLIGHT MASTER 18 モーレツ★世直しギルティ！カップリング楽曲）作詞・作曲・編曲：YOFFY / 発売年:2018
- 輝け ! ビートシューター / 結城晴　的場梨沙 / （THE IDOLM@STER CINDERELLA GIRLS STARLIGHT MASTER for the NEXT!）作詞・作曲・編曲：YOFFY
- ドゲンジャーズ
  - なんしよーと？ドゲンジャーズ！ / 児塚あすか（『ドゲンジャーズ（DOGENGERS）』シーズン1主題歌）作曲・編曲：YOFFY / 発売年:2020
  - ナイスバディ!ドゲンジャーズ! / 児塚あすか（『ドゲンジャーズ ナイスバディ（DOGENGERS NICE BUDDY）』シーズン2主題歌）作曲・編曲：YOFFY / 発売年:2021
  - ハイスクール!ドゲンジャーズ! / 児塚あすか（『ドゲンジャーズ～ハイスクール～（DOGENGERS HIGH SCHOOL）』シーズン3主題歌）作曲・編曲：YOFFY / 発売年:2022
  - シンジダイ!ドゲンジャーズ! / Fuki（『シン・ドゲンジャーズ（SHIN DOGENGERS）』シーズン5主題歌）作曲・編曲：YOFFY / 発売年:2024
- funk ojisan Youtubeチャンネルのジングル提供[5]
- UP TO ME!! / 野川さくら　（工画堂スタジオ「トリスティア：レガシー」主題歌）編曲：YOFFY / 発売年:2023

### 彩木蔵葉名義
- BREAKING! / 遠藤正明&AiRI（電激ストライカー挿入歌）
- Believe in You / 佐藤ひろ美（カミカゼ☆エクスプローラー!ED）
- happy shinin’days / nao（PCゲーム「ダイヤミック・デイズ」ED）
- 愛☆Promise / DelightStyle（PCゲーム「四畳半プリンセス」OP）作詞、作曲、編曲：彩木蔵葉（NET配信中）
- 風雲雷神フジサンダーJ / DelightStyle（ローカルヒーロー「風雲雷神フジサンダーJ」イメージソング）作詞、作曲：彩木蔵葉 / 編曲：真下正樹（ギター参加：田崎慎也）（NET配信中）

### 斎木蔵葉名義
- 『CR戦国乙女2』
  - 乙女Rising　歌：長宗我部モトチカ（井上麻里奈）
    - 作詞：斎木蔵葉　作曲・編曲：清水永之　

  - トキメキ一途～CHERRY MY LOVE　歌：今川ヨシモト（山本麻里安）
    - 作詞：斎木蔵葉　作曲・編曲：清水永之　

  - 茜さす契り　歌：毛利モトナリ（能登麻美子）　
    - 作詞：斎木蔵葉　作曲：斉藤悠弥　編曲：斉藤悠弥・田中俊裕

## 出演

### ラジオ
- Satueday Maniac Radio/サタマニ♪（レインボータウンエフエム放送、2012年4月7日 - 2013年3月）[6]

### テレビ
- 地球ZIG ZAG 「夢はロックで全米制覇」
- アニぱら音楽館（レギュラーメンバーとして：2001年10月 - 2014年1月）
- こんなところにあるあるが。土曜・あるある晩餐会 「人気アニソンシンガーあるある」（2016年10月15日）

### 玩具
- 仮面ライダーリバイス DXギファードレックスバイスタンプ（2022年6月25日、玩具ボイス）